# Kazinczy Gábor (grafikus)
Kazinczy Gábor (Temesvár, 1942. április 9. –) magyar grafikus, díszlettervező, képzőművészeti szakíró; Kazinczy János festőművész unokaöccse.

## Életútja

### 1989-ig
A temesvári C. D. Loga Líceumban érettségizett (1959), a Ion Andreescu Képzőművészeti Főiskolán Feszt László és Kádár Tibor tanítványaként végezte tanulmányait (1965). 1967 óta a Temesvári Állami Német Színház, időszakosan a Temesvári Állami Magyar Színház díszlettervezője. Litográfiái, illusztrációi, tárgyi jellegű konstruktivista munkái saját felfogása szerint gondolat-centrikusak, a korszerű művészet funkcionalitását vallja. Szerinte "a művész a valóságot nemcsak a maga számára tárja fel, hanem mindenki számára, aki ezt a valóságot meg akarja ismerni. Alkotómunkája tehát a közösség érdeklődésével összhangban kell hogy kibontakozzék."
Képzőművészeti írásait az Utunk, Korunk, A Hét, Előre, Új Élet, Szatmári Hírlap és a temesvári Szabad Szó közli, utóbbi hasábjain Hazai alkotások a Bánsági Múzeumban, Alkotóműhelyben és Egyiptomtól a pop-artig c. rovatokat vezette. A Kriterion és a Facla Könyvkiadó megbízásából könyvborítókat tervezett és illusztrációkat készített Endre Károly, Franyó Zoltán, Zaharia Stancu, Franz Liebhard, Horváth Imre, Károly Sándor, Toró Tibor, Anghel Dumbrăveanu, Nikolaus Berwanger, Bárányi Ferenc, Kiss András, Mandics György és M. Veress Zsuzsanna köteteihez; feltűntek Gogol-, Karinthy- és Villon-illusztrációi is.

### Az 1989-es fordulat után
Az 1989-es fordulat után áttelepült Magyarországra és a Kaposvári Egyetem Művészeti Főiskolai Karának docenseként működik.
1994. január 8-án Kolozsvárott újra megalakult a Barabás Miklós Céh, a képzőművészek, iparművészek és műkritikusok szakmai egyesülete. Vezetőségválasztást tartottak,  elnöknek Kancsura Istvánt, alelnököknek Kazinczy Gábort és Jakobovits Miklóst, titkárnak Veress Pált, tiszteletbeli elnöknek Abodi Nagy Bélát választották meg.

## Társasági tagság
- Barabás Miklós Céh;
- Magyar Alkotóművészek Országos Egyesülete;
- Magyar Festők Társasága;
- Magyar Rézkarcoló és Litográfus Művészek Egyesülete.

## Művei
- Kollázs. Előzmények és következmények; magánkiadás, Orfű, 1999
- Cantata profana. Sokszorosítógrafikai sorozatok, 1965-2000; szerzői, Orfű, 2001

## Díjak, elismerések (válogatás)
- A Kortárs Román Dráma Fesztiválján díjat nyert díszletterveiért, Brassó, 1982; Temesvár, 1983;
- Kőrösi Csoma Társaság III. díj, Kovászna, 1992;
- Országos Rajzbiennálé díja, Arad, 1995;
- Magyar Festők Társaságának díja, 1997, 2000.

## Egyéni kiállításai (válogatás)
- Kazinczy Gábor kiállítása (1988, 1990, Budapest)
- Kazinczy Gábor kiállítása (1989, Lazarevac, Jugoszlávia)
- Kazinczy Gábor kiállítása (1990, Szabadka)
- Kazinczy Gábor kiállítása (1990, Szeged)
- Kazinczy Gábor kiállítása (2003, Ökollégium ArtGaléria, Budapest)
- Kazinczy Gábor grafikusművész kiállítása (2004, Galéria IX, Budapest)
- Barokk formák (2006, Pannon Galéria, Budapest)
- Önkollázs (2009, Zöld Galéria, Budapest)

## Külső hivatkozások
- Kazinczy Gábor grafikus, artportal.hu